# Pseudopanthera zonata
Pseudopanthera zonata är en fjärilsart som beskrevs av Edward Alfred Cockayne 1950. Pseudopanthera zonata ingår i släktet Pseudopanthera och familjen mätare. Inga underarter finns listade.